# 聚星塔
27°35′11″N 116°39′29″E / 27.58639°N 116.65806°E
聚星塔位于中国江西省南城县城东北，万年桥东侧、盱江东岸的武岗山上，是一座明朝建造的楼阁式砖塔，2013年被列为第七批全国重点文物保护单位。
聚星塔始建于明万历四十二年（1614年），初名“启元塔”。崇祯十一年（1638年）塔顶遭雷击倾塌，后修复。因塔距黎滩河汇入盱江处不远，清康熙元年（1662年）易名“双江塔”。乾隆十五年（1754年），塔身因年久失修，知府姚文光重修。后改名“聚星塔”。 聚星塔高30米，为空心楼阁式砖塔，七层八角，整个塔体向北倾斜。